# John Joseph Myers

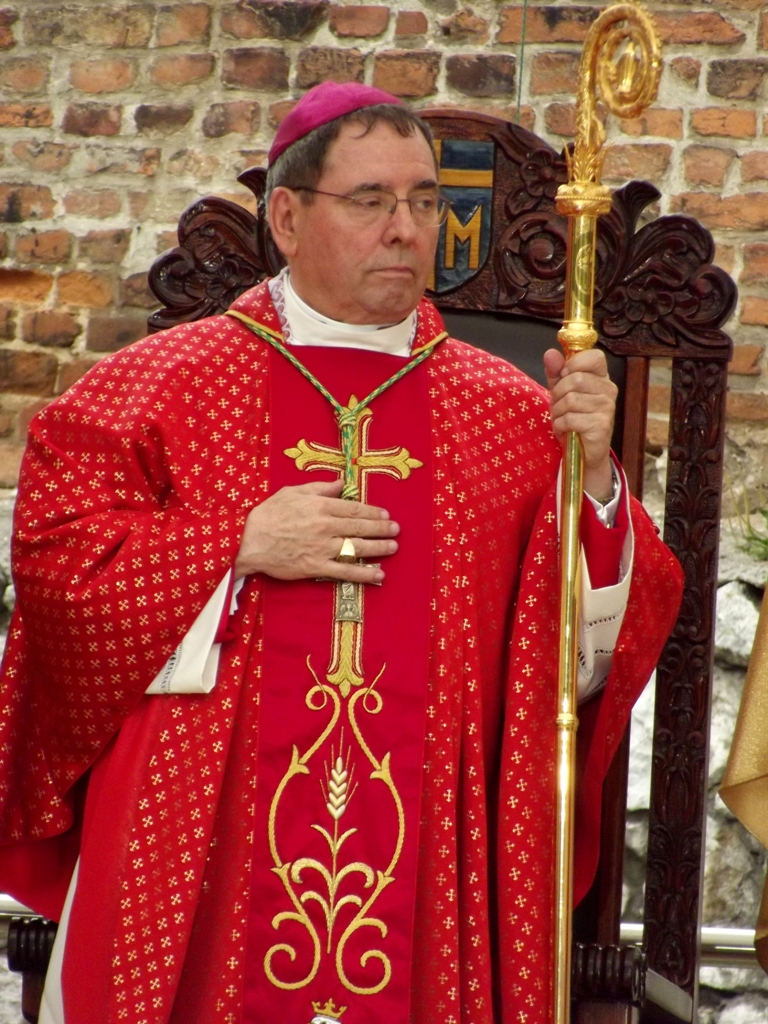
John Joseph Myers – 2013

Wappen von John Joseph Myers als Erzbischof von Newark

John Joseph Myers (* 26. Juli 1941 in Ottawa, Illinois; † 24. September 2020 ebenda) war ein US-amerikanischer Geistlicher und römisch-katholischer Erzbischof von Newark.

## Leben
John Joseph Myers, ältestes von sieben Kindern, stammte aus einer Einwandererfamilie des 19. Jahrhunderts mit irischen, englischen und französischen Wurzeln. Nach dem Besuch des Loras College in Dubuque (1959–1963) eröffnete ihm John Baptist Franz, Bischof des Bistums Peoria, eine theologische Ausbildung im Päpstlichen Nordamerikanischen Kollegs in Rom. Myers empfing 1966 im Petersdom durch Bischof Francis Frederick Reh, Rektor des Nordamerikanischen Kollegs, das Sakrament der Priesterweihe. Er studierte Katholische Theologie an der Päpstlichen Universität Gregoriana und beendete 1967 das Lizenziatstudium. 1977 wurde er an der Katholischen Universität von Amerika nach Anfertigung einer Dissertationsschrift zum Thema Die Trullan-Kontroverse. Schlussfolgerungen für den Status der Orthodoxen Kirchen im Kanonischen Recht der römisch-katholischen Kirche zum Dr. iur. can. promoviert.
Myers war zunächst in der Pfarrseelsorge in Peoria tätig. 1970/71 war er in der Bischofskonferenz der Vereinigten Staaten für das Referat Internationale Angelegenheiten tätig. Von 1971 bis 1974 war er Pfarrer in Champaign. Es folgten Ämter wie des Administrators in der Kathedrale von Peoria (1977–1978 und 1984), Vize-Diözesankanzler (1977–1978), Direktor für die Berufungen (1977–1987), Diözesankanzler (1978–1987) und Generalvikar in Peoria (1982–1990).
Papst Johannes Paul II. ernannte ihn am 7. Juli 1987 zum Koadjutorbischof von Peoria. Die Bischofsweihe spendete ihm am 3. September 1987 Edward William O’Rourke, Bischof von Peoria; Mitkonsekratoren waren Thomas Cajetan Kelly, Erzbischof von Louisville, und Donald William Wuerl, damaliger Weihbischof in Seattle. Sein bischöfliches Motto war „Mysterium Ecclesiae Luceat“. Mit dem Rücktritt Bischof O’Rourkes folgte er diesem am 23. Januar 1990 als Bischof von Peoria nach.
Am 24. Juli 2001 ernannte ihn Papst Johannes Paul II. zum Erzbischof von Newark sowie zum Superior der Mission sui juris der Turks- und Caicosinseln auf den Antillen. Er leitete zahlreiche Bestattungen und Gottesdienste für diejenigen, die bei den Terroranschläge am 11. September 2001 auf das World Trade Center ums Leben kamen, und veröffentlichte eine pastorale Botschaft: „«Wenn Gott für uns ist, wer kann gegen uns sein?» - Eine Reflexion über Glauben und Terrorismus.“ Als Mitglied des Ad-hoc-Ausschusses des sexuellen Missbrauchs der US-amerikanischen Bischofskonferenz half Myers bei der Ausarbeitung der Charta zum Schutz von Kindern und Jugendlichen und einem Leitfaden im Umgang mit Opfern von Missbrauch und Zusammenarbeit mit zivilen Behörden. Anfang der 2000er Jahre engagierte er sich für die Zukunft der Schulausbildung im Erzbistum Newark und legte entsprechende Bildungskonzepte vor. Myers trug auch dazu bei, das Bewusstsein sowohl in New Jersey als auch auf nationaler US-amerikanischer Ebene hinsichtlich des Menschenhandels zu schärfen. Hierzu arbeitete er mit lokalen, regionalen und nationalen Behörden zusammen, um Programme zur Unterstützung der Opfer dieser Verbrechen und die stärkere Durchsetzung von Gesetzen zur Bestrafung von Tätern umzusetzen. Durch seine Arbeit als Präsident der katholischen Konferenz von New Jersey, des politischen Zweigs der katholischen Kirche in New Jersey, war Myers maßgeblich daran beteiligt, so wichtige öffentliche Themen wie die Abschaffung der Todesstrafe, bezahlbaren Wohnraum und Armut anzugehen und Engagements der Wohltätigkeitspflege zu fordern.
Meyers war zudem Präsident des Aufsichtsrates und Vorsitzender des Kuratoriums der Seton Hall University. Des Weiteren war er Vorsitzender des Ausschusses für akademische Angelegenheiten und des Finanzausschusses der Katholischen Universität von Amerika. Darüber hinaus war er von 2003 bis 2008 Mitglied des Exekutivkomitees des Päpstlichen Nordamerikanischen Kollegs in Rom und Vorsitzender des Finanzausschusses sowie Vorsitzender des Board of Governors.
Während seiner 25 Jahre als Bischof und Mitglied der US-amerikanischen Bischofskonferenz war Myers Mitglied oder Vorsitzender zahlreicher Ausschüsse, Initiativen und Task Forces, darunter: Kanonische Angelegenheiten, Heiligtümer und Wallfahrten, Berufungen, Hispanische Angelegenheiten, Ad-hoc-Ausschuss gegen sexuellen Missbrauch, Task Force für katholische Hochschulen und Universitäten, Hilfe für die Kirche in Osteuropa, Ad-hoc-Ausschuss zur Überarbeitung der Satzung der Bischofskonferenz, Umstrukturierung und Innenpolitik. Er war Mitglied des Verwaltungsrates des Pope John Paul II Cultural Center und Mitglied des Bischofsbeirats des The Saint Paul VI Institute.
Myers beteiligte sich ausgiebig an zahlreichen kanonischen Rechtsprojekten und verfasste wissenschaftliche Schriften zu einer Reihe von Themen, darunter Diözesanfinanzierung, kirchliche Dienste, die Rechte ungeborener Kinder, die Eucharistie, Menschenhandel und die Familie. In Anerkennung dieser umfangreichen Erfahrung in kanonischen Rechtsprojekten war Myers von 1998 bis 2008 Berater des Päpstlichen Rates für die Gesetzestexte und seit 2008 Mitglied dieses Päpstlichen Rates.
Am 24. September 2013 ernannte Papst Franziskus Bischof Bernard Hebda zum Koadjutor mit dem Recht der Nachfolge. Papst Franziskus nahm am 7. November 2016 Myers altersbedingten Rücktritt an.
John Joseph Myers engagierte sich für zahlreiche Sozialprojekte im Heiligen Land. Er war Großoffizier des Ritterordens vom Heiligen Grab zu Jerusalem. Zudem war er Konventualkaplan des Malteserordens.

## Positionen
Im Oktober 2012 forderte Myers, dass Katholiken, insbesondere Politiker, die sich für die Homo-Ehe einsetzen, sich der Kommunion enthalten sollten, weil sie von der Linie der Kirche abweichen würden.

## Ehrungen und Auszeichnungen
- Großkreuzritter des Konstantinordens
- Ritter dritten Grades der Kolumbusritter
- Ehrendoktorwürden
  - Mount St. Mary's University, Emmitsburg
  - Loras College, Dubuque
  - St.-Peter-Universität, Jersey City
  - Seton Hall University Law School
  - Catholic University of America